# Lofty Drews
Lofty Drews (Tanga, 1940. július 16. –) kenyai rali-navigátor.

## Pályafutása
1973 és 1990 között tizenhét rali-világbajnoki futamon navigált. Az 1985-ös argentin ralit leszámítva kizárólag hazája versenyén, a szafari ralin szerepelt.
Első világbajnoki versenyén, 1973-ban honfitársával, Shekhar Mehta-val együtt megnyerték a kenyai viadalt. Győzelmük a Datsun autógyár, valamint Kenya első sikere volt a világbajnokságon.
Később több neves pilóta mellett is dolgozott az afrikai versenyen. Sandro Munarival kétszer, Rauno Aaltonennel pedig tízszer szerepelt a szafari ralin.

### Rali-világbajnoki győzelem
| #  | Dátum               | Rali         | Versenyző     | Autó        | Összefoglaló |
| -- | ------------------- | ------------ | ------------- | ----------- | ------------ |
| 1. | 1973. április 19-23 | Szafari rali | Shekhar Mehta | Datsun 240Z | Összefoglaló |